# Маша Трауб
Ма́ша Тра́уб (настоящее имя Мария Владимировна Киселёва, род. 8 октября 1976, Москва) — русский писатель, журналист. Автор более 80 книг прозы, в том числе нескольких детских книг, как художественных, так и обучающих. В основном её работы посвящены теме материнства и образу жизни российского среднего класса.

## Биография
Родилась 8 октября в 1976 году в Москве. Воспитывалась бабушкой. До начала литературной деятельности занималась на курсах в Литературном институте у советского поэта Юрия Левитанского. Окончила Московский государственный институт международных отношений (МГИМО) по специальности «журналист-международник».
После окончания университета работала по специальности в различных общероссийских ежедневных и еженедельных общественно-политических изданиях. Сотрудничала с газетой «Известия», с журналами Psychologies, Bosco Magazine и другими. Является колумнистом старейшего еженедельного журнала «Огонёк».
Маша Трауб написала более 80 книг прозы, в том числе она является автором нескольких детских книг, как художественных, так и обучающих. Трауб — девичья фамилия свекрови, Адели Давыдовны Колесниковой, преподавателя французского языка, автора иллюстрированных словарей, учебников, методических пособий и учебных разговорников для изучения и преподавания этого языка.

### Экранизации
- По бестселлеру «Дневник мамы первоклассника» на студии Станислава Говорухина был снят одноимённый художественный фильм[5].
- Фильм режиссёра Веры Сторожевой «Сдаётся дом со всеми неудобствами» снят по повести «Домик на юге».

Также, по книге «Съедобные сказки» поставлена детская опера на сцене Детского музыкального театра им. Наталии Сац.

### Личная жизнь
Замужем за журналистом, писателем, экспертом Московского Центра Карнеги Андреем Колесниковым.
Воспитывает двоих детей — сына Василия и дочь Серафиму. Также у её мужа от первого брака есть старший сын Иван.

## Список произведений
Вся la vie
- «Вся la vie»
- «Не вся La vie»

Современные рассказы о любви
- «Коварство Золушки. Современные рассказы о любви» (сборник)
- «Современные рассказы о любви. Привычка жениться» (сборник)
- «Современные рассказы о любви. Адюльтер»

Все возрасты любви
- «Запретная любовь» (сборник)

Радость сердца. Рассказы современных писателей
- «Мама тебя любит, а ты её бесишь»! (сборник)

Книга в сумочку
- «Тяжёлый путь к сердцу через желудок» (сборник)

Без серии
- «На грани развода»
- «Миллиграммы счастья»
- «Моя бабушка — Лермонтов»
- «Всегда кто-то платит»
- «Второй раз в первый класс»
- «Любовь со странностями и без» (сборник)
- «Вторая жизнь»
- «Лишние дети»
- «Бедабеда»
- «Истории моей мамы»
- «Плохая мать»
- «Дневник мамы первоклассника»
- «Шушана, Жужуна и другие родственники»
- «Тётя Ася, дядя Вахо и одна свадьба»
- «Я никому ничего не должна»
- «Клоун Лёша» (сборник)
- «Осторожно — дети! Инструкция по применению»
- «Любовная аритмия»
- «Любовь со странностями и без» (сборник)
- «Замочная скважина»
- «Наша девочка»
- «Продаётся дом с дедушкой»
- «Чужой ребёнок»
- «Плюс один стул»
- «Домик на юге» (сборник)
- «Счастливая семья» (сборник)
- «Собирайся, мы уезжаем»
- «Падшая женщина»
- «Ласточ…ка»
- «Нам выходить на следующей»
- «О чём говорят младенцы»
- «Руками не трогать»
- «Уважаемые отдыхающие»!
- «Терпкий вкус тутовника»
- «Всегда кто-то платит»
- «Соня и Александра»
- «Пьяная стерлядь» (сборник)
- «Первая любовь» (сборник)
- «Семейная кухня» (сборник)
- «Клоун Лёша» (сборник)
- «Семейная кухня»
- «Иван да Марья»
- «Шашлыки и энцефалитный клещ»
- «Мужской праздник»
- «Счастливый брак»
- «Первое свидание»
- «Тяжёлый путь к сердцу через желудок»
- «Пьяная стерлядь»
- «Домой»
- «Холодная голова»
- «Глазами ребёнка»
- «Или я сейчас умру от счастья»
- «Полное оZOOMление»
- «Плохая дочь»
- «Не мамкай»!
- «Суп, второе и компот»
- «Посмотри на меня»
- «Невозвратный билет»
- «Кот Тихон, или Похищение Голландца»
- «Кот Тихон и новые знакомые»
- «Кот Тихон и новые испытания»
- «Кот Тихон возвращается домой»
- «Съедобные сказки»
- «Когда мама — это ты»
- «Кольцо из фольги»
- «Всё, что произошло в отеле»
- «Новые семейные обстоятельства»
- «Пополам»
- «Русский язык с Машей Трауб»
- «Физика с Машей Трауб и Василием Колесниковым»
- «Русский язык. Учимся писать ВПР. 4-8 классы»
- «Домоводство с Машей Трауб»
- «Бабушка, которая хотела стать деревом»
- «Неслучайные люди» (сборник)
- «Тропа желаний»
- «На память милой Стефе»
- «Кризис чужого возраста»